# The Rink
The Rink, un cortometraje mudo de 1916, fue el octavo film de Charlie Chaplin para Mutual Films. El título de esta película tuvo varias traducciones al español, entre las que se encuentran Charlot, héroe del patín, Charlot, patinador, Como sobre ruedas y Sobre ruedas. La película es famosa por mostrar la habilidad de Chaplin para el patinaje.

## Sinopsis
Tras unas divertidas escenas trabajando en un restaurante, Charlie se va a patinar durante su descanso para el almuerzo.

## Reparto
| Actor                              | Papel                                  |
| ---------------------------------- | -------------------------------------- |
| Charles Chaplin                    | Un mesero. Finge ser Sir Cecil Seltzer |
| Edna Purviance                     | La chica                               |
| James T. Kelley (1854 - 1933)      | Su padre                               |
| Eric Campbell                      | Mr. Stout, el admirador de Edna        |
| Henry Bergman                      | Mrs. Stout y comensal furioso          |
| Lloyd Bacon                        | Cliente                                |
| Albert Austin (1881 o 1885 - 1953) | El cocinero y patinador                |
| Frank J. Coleman (1889 - 1948)     | Encargado del restaurante              |
| John Rand (1871 – 1940)            | Mesero                                 |
| Charlotte Mineau (1886 - 1979)     | Amiga de Edna                          |
| Leota Bryan (n. 1891)              | Amiga de Edna                          |